# Tungari mascordi
Tungari mascordi is een spinnensoort uit de familie Barychelidae. De soort komt voor in Queensland.